# Battaglia di Rottofreddo
La battaglia di Rottofreddo venne combattuta nei pressi di Piacenza il 12 agosto 1746 e vide l'esercito francese, guidato dal marchese di Maillebois, sconfiggere un piccolo contingente austriaco comandato da Antoniotto Botta Adorno.